# Ekstraliga polska w unihokeju kobiet 2019/2020
Ekstraliga polska w unihokeju kobiet 2019/2020 – 20. edycja najwyższych w hierarchii rozgrywek ligowych polskiego klubowego unihokeja w Polsce. 
W sezonie 2019/2020 występuje 8 klubów. Tytułu broni zespół Interplastic Olimpia Osowa Gdańsk. 
Sezon został rozegrany do fazy zasadniczej. W związku z epidemią koronawirusa COVID-19 w Polsce odwołano fazę play-off, zaś rozgrywki zostały zakończone. Drużyny zostały sklasyfikowane na podstawie tabeli po fazie zasadniczej, drużyny z III i IV plasując ex–aequo na miejscu III. Tym samym mistrzem za sezon 2019/2020 został zespół Interplastic Olimpia Osowa Gdańsk, wicemistrzem PKS MOS Zbąszyn, zaś na trzecim miejscu znalazły się MMKS Podhale Nowy Targ oraz SUS Travel Jedynka Trzebiatów. 

## Uczestnicy rozgrywek
Opracowano na podstawie:
| Lp. | Zespół                            | Uwagi          |
| --- | --------------------------------- | -------------- |
| 1.  | Interplastic Olimpia Osowa Gdańsk | Obrońca tytułu |
| 2.  | MMKS Podhale Nowy Targ            |                |
| 3.  | SUS Travel Jedynka Trzebiatów     |                |
| 4.  | PUKS Trzebinia                    |                |
| 5.  | PKS MOS Zbąszyń                   |                |
| 6.  | KS Górale Nowy Targ               |                |
| 7.  | Dzikie Gęsi Zielonka              | Debiut         |
| 8.  | Gryf Rybarzowice                  |                |

## Tabela sezonu zasadniczego
Ostatnia aktualizacja: 23.03.2020
| Pozycja | Zespół                            | M  | W  | P  | RZ | RP | Bramki   | Pkt |
| ------- | --------------------------------- | -- | -- | -- | -- | -- | -------- | --- |
| 1.      | Interplastic Olimpia Osowa Gdańsk | 14 | 12 | 2  | 0  | 0  | 142 - 52 | 36  |
| 2.      | PKS MOS Zbąszyń                   | 14 | 9  | 4  | 1  | 0  | 107 - 46 | 29  |
| 3.      | MMKS Podhale Nowy Targ            | 14 | 9  | 4  | 1  | 0  | 155 - 53 | 29  |
| 4.      | SUS Travel Jedynka Trzebiatów     | 14 | 9  | 5  | 0  | 0  | 131 - 64 | 27  |
| 5.      | PUKS Trzebinia                    | 14 | 6  | 6  | 0  | 2  | 95 - 80  | 20  |
| 6.      | KS Górale Nowy Targ               | 14 | 4  | 9  | 1  | 0  | 89 - 96  | 14  |
| 7.      | Dzikie Gęsi Zielonka              | 14 | 4  | 9  | 0  | 1  | 97 - 98  | 13  |
| 8.      | Gryf Rybarzowice                  | 14 | 0  | 14 | 0  | 0  | 13 - 340 | 0   |

## Punktacja kanadyjska
Ostatnia aktualizacja: 23.03. 2020
| Lp. | Zawodniczka                 | Drużyna                           | Punkt. kan. | Bramki | Asysty | Kary (min) | Ilość roz. spotkań |
| --- | --------------------------- | --------------------------------- | ----------- | ------ | ------ | ---------- | ------------------ |
| 1.  | Justyna Florczak            | Podhale Nowy Targ                 | 63          | 44     | 19     | 0          | 13                 |
| 2.  | Agnieszka Timek-Dziadkowiec | Podhale Nowy Targ                 | 60          | 36     | 24     | 4          | 13                 |
| 3.  | Malwina Zagórska            | Interplastic Olimpia Osowa Gdańsk | 49          | 33     | 16     | 4          | 14                 |
| 4.  | Patrycja Hliwa              | Jedynka Trzebiatów                | 49          | 24     | 25     | 16         | 14                 |
| 5.  | Klaudia Szelzchen           | MOS Zbąszyń                       | 48          | 25     | 23     | 2          | 14                 |
| 6.  | Katarzyna Rogala            | Dzikie Gęsi Zielonka              | 39          | 17     | 22     | 4          | 14                 |
| 7.  | Jutrzenka Cirocka           | Jedynka Trzebiatów                | 37          | 23     | 14     | 4          | 14                 |